# A (yate de motor)
M/Y 'A' es un yate de motor de lujo diseñado por Philippe Starck y tramado por el arquitecto Martin Francis. Se construyó a través del astillero Blohm + Voss en las instalaciones HDW de aguas profundas en Kiel. Fue encargado en noviembre del 2004 y entregado en 2008 con un coste estimado de $300 millones. Con una longitud de 118,87 metros y desplazando casi 6000 toneladas, es uno de los yates más grandes del mundo.
El yate fue nombrado sobre la base de la primera inicial de sus propietarios, Andrey y Aleksandra Melnichenko, su estilo provocativo ha desencadenado opiniones diversas desde su botadura. Ha evocado comparaciones con submarinos y buques de guerra furtivos, mientras que algunos se han referido al yate como el 'más querido y odiado del mar'. 'A' cuenta con una suite principal y seis suites adicionales para acomodar a un total de 14 invitados y hasta 37 miembros de tripulación a bordo.

## Diseño y desarrollo
Al igual que muchos 'mega yates', poco se conocía de Motor Yacht 'A' en su lanzamiento. Philippe Stark afirma que diseñar la forma final del yate solo le llevó tres horas y media, cuyo arco revertido y diseño se asemeja a la clase de destructores, Zumwalt, diseñados para la marina de guerra de los Estados Unidos.

## Construcción y botadura
M/Y 'A'  fue otorgado con el número de casco 970 (fue el 970º construido por Blohm + Voss), pero como sus instalaciones de Hamburg ya estaban ocupadas con la reparación del ''Pelorus'', se decidió que la construcción se llevaría a cabo en Howaldtswerke-Deutsche Werft (HDW), una yarda vecina en Kiel, propiedad de ThyssenKrupp Marine Systems.
Una vez terminada su construcción, ''A'' era el sexto yate de propiedad privada, más grande del mundo, aunque en el 2011 ha sido relegado a la posición número 10.